# 11585 Orlandelassus
11585 Orlandelassus eller 1994 RB17 är en asteroid i huvudbältet som upptäcktes den 3 september 1994 av den belgiske astronomen Eric W. Elst vid La Silla-observatoriet. Den är uppkallad efter Orlando di Lasso.
Asteroiden har en diameter på ungefär 6 kilometer och den tillhör asteroidgruppen Koronis.